# Thyridium andamense
Thyridium andamense är en bladmossart som beskrevs av Bescherelle och Hirendra Chandra Gangulee 1972. Thyridium andamense ingår i släktet Thyridium och familjen Calymperaceae. Inga underarter finns listade i Catalogue of Life.